# Morphogenèse numérique

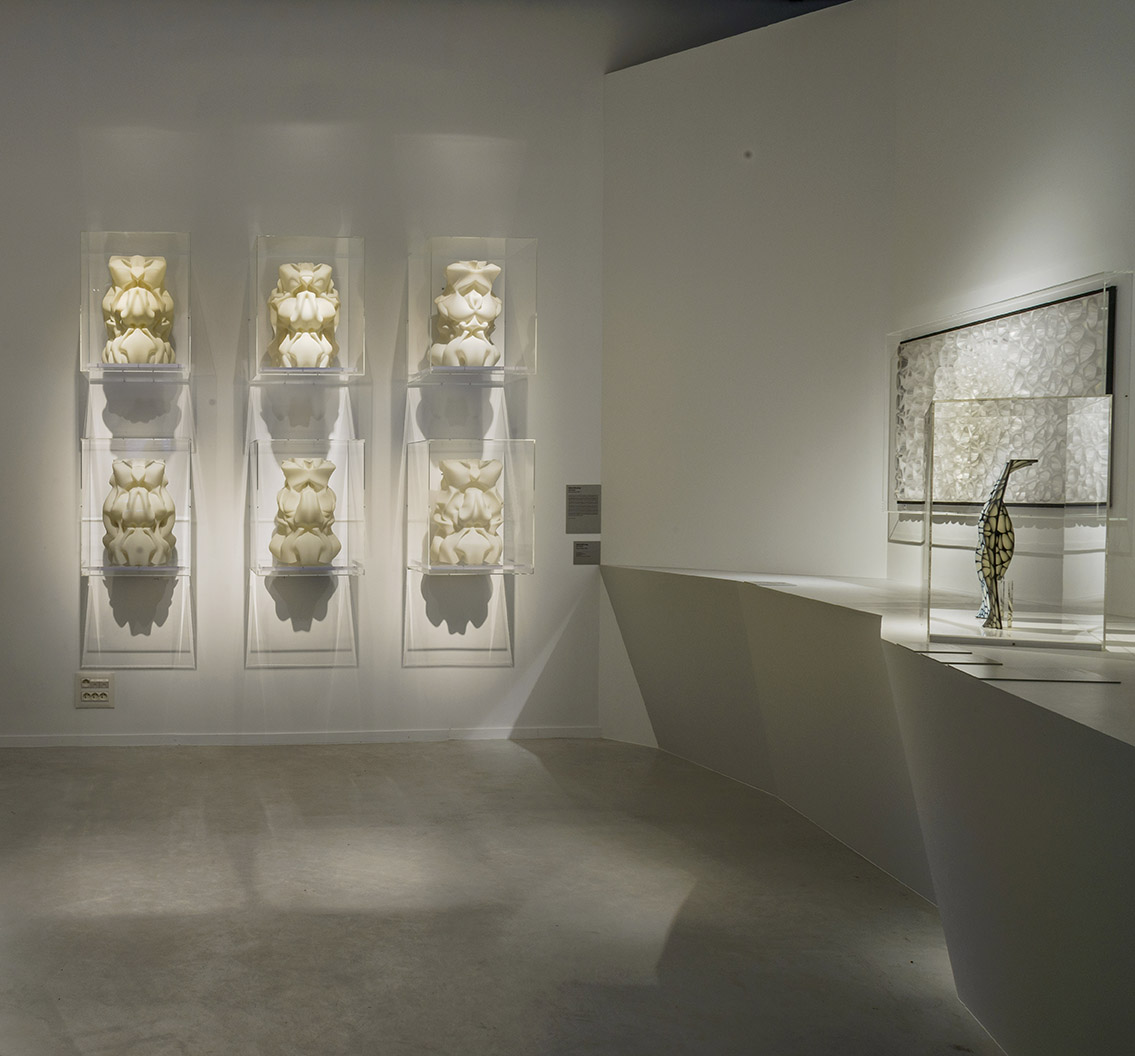
La morphogénèse numérique a recours à un algorithme de ray tracing pour modéliser des éléments d'architecture en 3D.

La morphogenèse numérique est un processus de développement de la forme (ou morphogenèse) grâce au calcul par ordinateur. Même si ce concept est applicable dans beaucoup de domaines, le terme « morphogenèse numérique » a tout d'abord été utilisé en architecture.

En architecture, la morphogenèse numérique est un groupe de méthodes qui emploient les médias numériques pour façonner la forme et l'adapter plutôt que pour la représentation, souvent lors d'une inspiration pour exprimer ou pour répondre à un processus contextuel,,,. 

« Dans cette perspective inclusive, la morphogenèse numérique en architecture porte une grande partie analogue ou une relation métaphorique avec les processus de morphogenèse dans la nature, partager avec elle la dépendance à l'égard du développement progressif mais n'adopte pas ni ne réfère nécessairement aux mécanismes actuels de croissance ou d'adaptation. De récents discours ont lié la morphogenèse numérique en architecture à un nombre de concepts tels que l'émergence, l'auto-organisation et la recherche de forme »

— Stanislav Roudavski, Towards Morphogenesis in Architecture.